# Jean-Sylvain Cartaud
Jean-Sylvain Cartaud (Parigi, 1675 – Parigi, 15 febbraio 1758) è stato un architetto francese.
Si fece conoscere per aver costruito il castello di Montmorency per conto di Pierre Crozat e per aver lavorato per le grandi casate degli Orléans e dei d'Argenson. Tra i suoi progetti vi furono anche diversi edifici religiosi.

## Biografia
Jean-Sylvain Cartaud era figlio di Sylvain Cartaud (1642-1703), entrepreneur du roi, a volte anch'egli designato come architetto, e di Marie Marguerite Dubugra. Frequentatore dei salotti artistici ed intellettuali, il 23 gennaio 1703 sposò Jeanne Bailly (1677-1755), sorella del pittore Nicolas Bailly, garde des tableaux della Corona e nonno di Jean Sylvain Bailly. La sorella, Suzanne Cartaud, aveva sposato invece lo scultore René Frémin. Era pure cognato dell'incisore Henri Simon Thomassin e lontano parente del musicista Jean-Baptiste Lully. Amante della pittura, possedeva inoltre personalmente un dipinto di Watteau, L'isola incantata.
Cartaud era ancora relativamente sconosciuto quando gli fu commissionata la casa del finanziere Pierre Crozat in rue de Richelieu a Parigi. In seguito costruì il suo castello a Montmorency, che lo rese famoso agli occhi dei suoi contemporanei. Attraverso Crozat, che consigliava il reggente Filippo d'Orléans nelle sue acquisizioni di opere d'arte, Cartaud divenne l'architetto della Casa d'Orléans. Era poi architetto del Duca di Berry e continuò a detenere questo titolo anche dopo la morte di Carlo di Francia, figlio del Gran Delfino, morto prematuramente nel 1714.
Nonostante si sia discostato dallo stile rocaille di moda in quel tempo, Cartaud venne considerato un maestro per diversi artisti, non solo architetti, come Bachaumont, Blondel e d'Argenville. In particolare, il marchese d'Argenson lo definì "uno dei primi architetti di Francia, ma soprattutto un uomo molto onesto".
"Questo abile architetto del nostro tempo”, scrisse Blondel, ” era molto severo nelle sue composizioni complessive; così tutte le sue opere sono caratterizzate da grandezza, nobiltà e semplicità".
Nel 1741 Cartaud venne ammesso all'Accademia reale d'architettura. Nel 1748, data la sua età, ormai più che settantenne, l'intendente degli edifici reali Tournehem lo dispensò dal presentare un progetto per piazza Luigi XV.
Era in possesso di una casa di campagna ad Arcueil e visse a lungo nelle Gallerie del Louvre da suo cognato Frémin.

## Opere principali

### A Parigi

#### Architetture civili

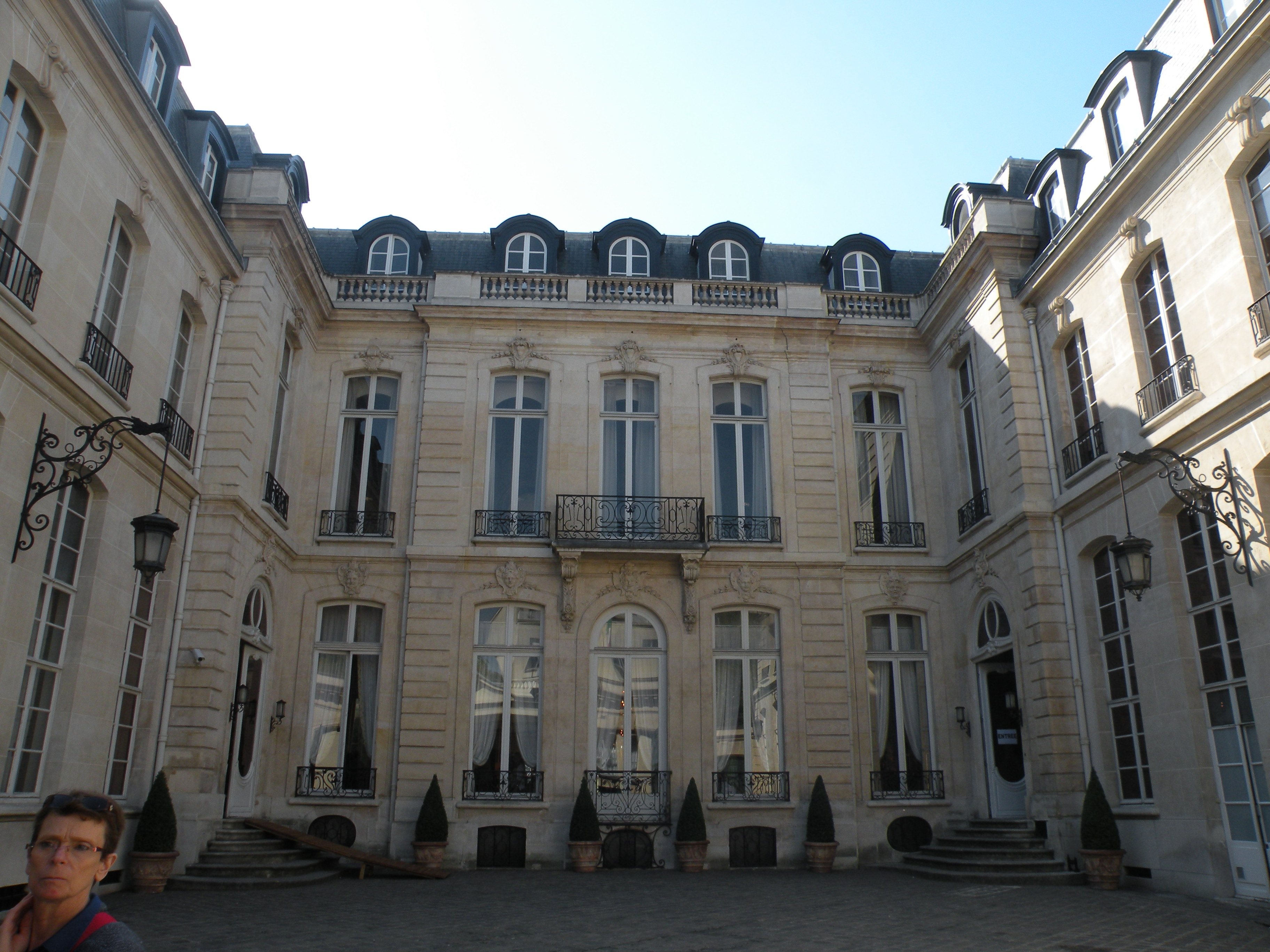
L'hôtel de Janvry, attuale sede dell'Ambasciata d'Italia a Parigi

- Hôtel Crozat, nº 101 di rue de Richelieu, Parigi (I arrondissement). L'abitazione si ergeva modestamente sulla strada, ma l'appezzamento si allargava sul retro, dove il giardino di frutta si univa al Boulevard. Un piazzale e un cortile precedevano l'abitazione, un edificio compatto illuminato da tre lati sul giardino. Watteau, uno dei pittori che Crozat sostenne generosamente, dipinse quattro quadri ovali raffiguranti le Stagioni per la sala da pranzo. A ovest si trovava la galleria, dove gli specchi riflettevano il giardino come a Versailles; La Fosse dipinse la Nascita di Minerva nel soffitto a volta. Crozat fece scavare a caro prezzo un passaggio sotterraneo sotto il Boulevard per collegare il giardino fiorito all'orto, che si estendeva sul sito dell'hôtel Drouot[4].
- Palais-Royal, Parigi (I arrondissement): Opera per il Reggente, tra cours de la Bouche e cours des Réservoirs (1715 circa). Provenendo da rue des Bons-Enfants, il Passage Vérité corrisponde al semplicissimo porticato realizzato da Cartaud, che nel 1752 fu incaricato di costruire la Cour des Fontaines (attuale Place de Valois) per ospitare gli ufficiali della Casa d'Orléans. Questi edifici sono sopravvissuti in parte, abbattuti dall'apertura della rue de Valois nel 1787. I prospetti sono estremamente semplici. L'ispettore di questi lavori fu Pierre de Vigny.
- Per il duca d'Orléans Luigi il Pio, che nel 1742 si ritirò nell'abbazia di Sainte-Geneviève a Parigi, Cartaud costruì dieci case nell'attuale rue Descartes (progetto conservato), una delle quali (la numero 26) si è conservata. Al numero 30, la residenza del principe è un elegante edificio il cui giardino ha lasciato il posto a rue Clovis. Oggi è il presbiterio della chiesa di Saint-Étienne-du-Mont, che conserva ancora un bell'appartamento rivestito al primo piano, ossia l'abitazione del principe, che è diventata la dimora del parroco[4].
- Hôtel de Janvry, nº 47 di rue de Varenne, Parigi (XVII arrondissement), 1732. Fu costruito da Gérard Heusch de Janvry, secrétaire du roi, su un terreno appartenente ai religiosi della Carità e preso in enfiteusi per 45 anni. Modificato considerevolmente nel XIX secolo da Henri Parent, oggi è sede dell'ambasciata d'Italia a Parigi.

#### Architetture religiose
- Chiesa di sant'Eligio dei Barnabiti, Île de la Cité, Parigi, 1705: Costruzione col portale rimontato nel 1863 da Baltard davanti alla chiesa dei Blancs-Manteaux dopo la demolizione della chiesa dei Barnabiti a causa della costruzione del Boulevard du Palais e della costruzione del tribunale commerciale[4].

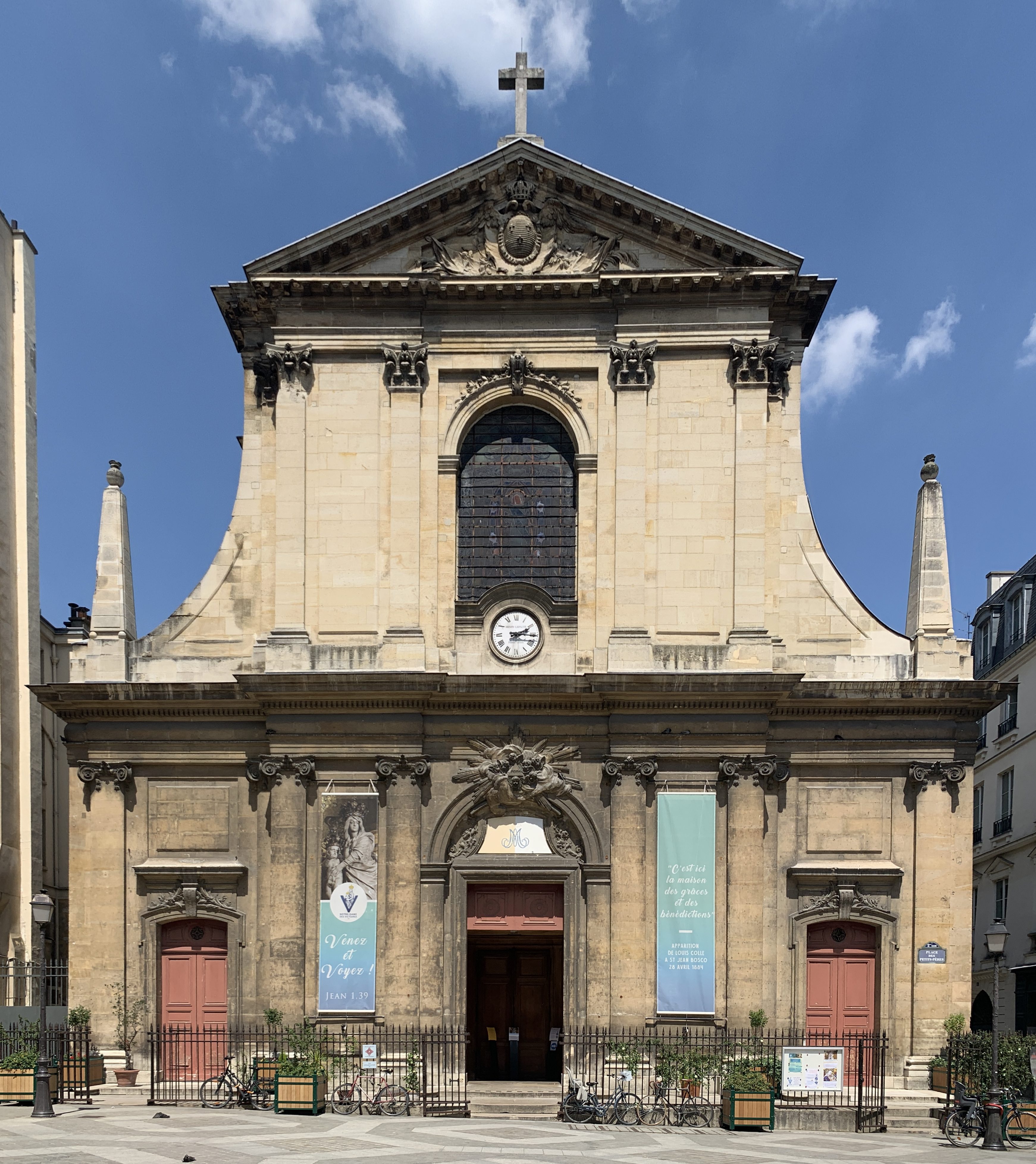
Basilica di Nostra Signora delle Vittorie, Parigi

- Basilica di Nostra Signora delle Vittorie, Parigi (II arrondissement), 1737-1740. Realizzazione delle prime tre campate della navata, del portale e della scalinata.
- Chiesa di San Rocco, Parigi (I arrondissement): costruzione del banco dei sovrintendenti.
- Chiesa di Sant'Eustachio, Parigi (I arrondissement): costruzione del banco dei sovrintendenti.

### Fuori Parigi

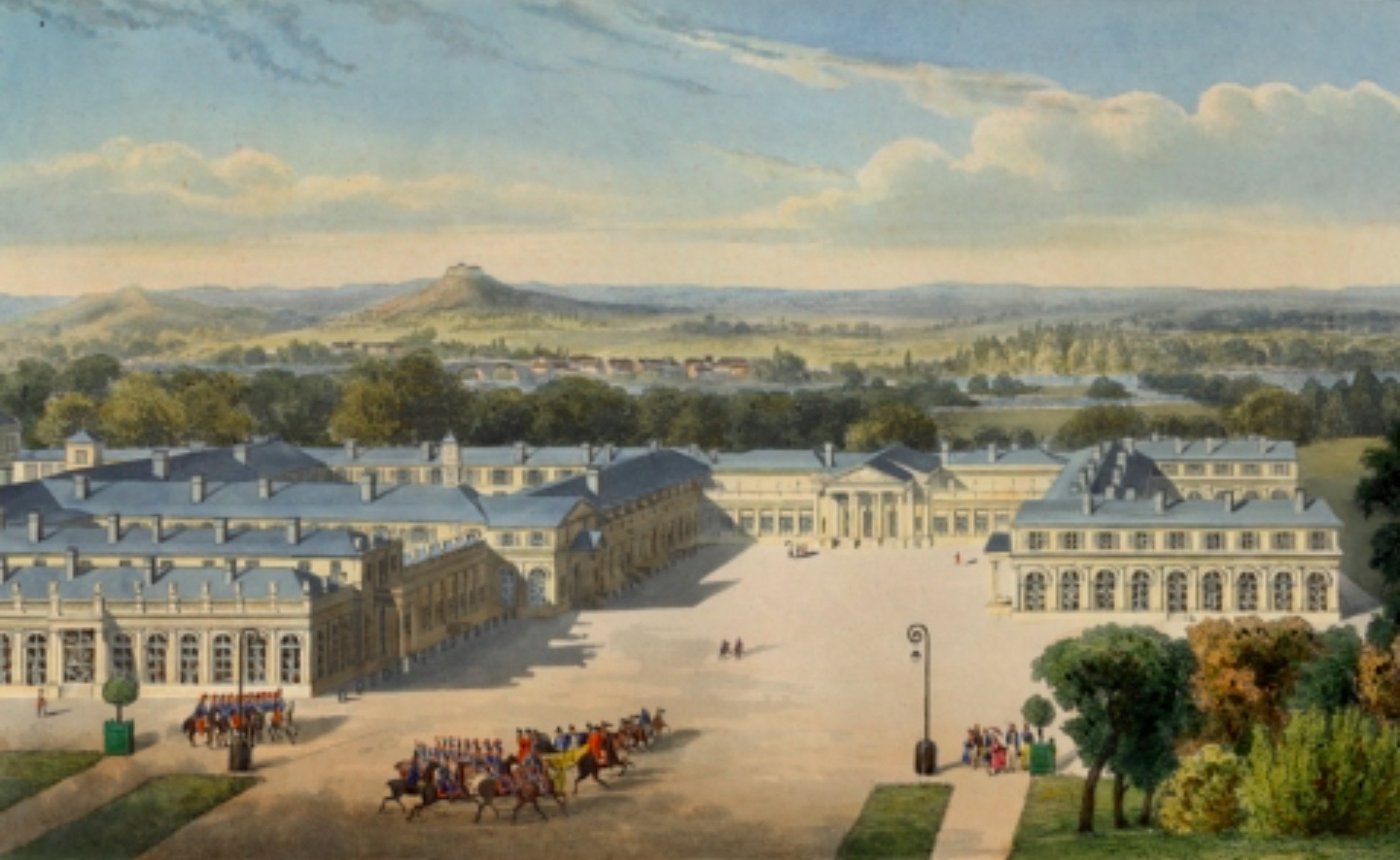
Vista del Castello di Neuilly, oggi distrutto

- Castello di Montmorency, Montmorency (Val-d'Oise), 1708[5]. Venne costruito per Pierre Crozat, acquisitore nel 1702 della proprietà del pittore Charles Le Brun. I prospetti, estremamente rigorosi, erano scanditi da pilastri colossali, una caratteristica molto rara all'inizio del XVIII secolo; non avevano un tetto visibile, almeno verso l'ingresso. Un salone circolare che si affacciava sul parco era decorato in alto da cariatidi, come a Vaux-le-Vicomte o in alcuni saloni di Boffrand in Lorena. Anche qui La Fosse dipinse la cupola[4].
- Castello di Neuilly, Neuilly-sur-Seine (Hauts-de-Seine). Il Castello venne acquistato nel 1702 da M. de Sassenaye che ne resta proprietario fino all'11 luglio 1740, data nella quale venne venduto alla marescialla-duchessa di Biron, nata Marie-Antoinette de Bautru de Nogent (1662-1741), moglie di Charles Armand de Gontaut-Biron, il quale, per testamento il 16 agosto 1740, lo cedette in nuda proprietà al conte d'Argenson (1696-1764), segretario di stato della guerra di Luigi XV, che lo prestò a sua volta a M. de Villars. Alla morte di quest'ultimo nel 1741, il conte d'Argenson rilevò l'intera proprietà alla morte della Duchessa di Biron il 4 agosto 1741[6]. Sedotto dalla posizione privilegiata del castello con vista sulla Senna, nel 1751 commissionò a Cartaud la costruzione di un nuovo edificio. Si trattava di un castello decorato con un ordine ionico e costruito su diverse terrazze che si affacciavano sul fiume.
- Cattedrale di Notre-Dame di Évreux: costruzione dell'altare.
- Cattedrale di Notre-Dame di Rouen: costruzione dell'altare.